# 11 O'Clock Tick Tock
"11 O'Clock Tick Tock" is de derde single van de Ierse band U2. Het nummer werd uitgebracht in mei 1980. Het nummer "Touch" is de B-kant. De single is geproduceerd door Martin Hannett (van Joy Division). Het nummer werd nooit uitgebracht op een studioalbum van de band. Het werd wel toegevoegd aan het livealbum Under a Blood Red Sky (1983).
De titel van het nummer was oorspronkelijk "Silver Lining". Wat de uiteindelijke titel werd, verwijst naar een briefje van Bono's vriend Gavin Friday op de deur van Bono's huis nadat Bono een vergadering had gemist. In het nummer gebruikt The Edge voor het eerst het een pedaal van Memory Man. Met dit pedaal zou The Edge, samen met Adam Clayton, de ritmiek voor de band gaan sturen.
In de begindagen van U2 was "11 O'Clock Tick Tock" hun grootste hit en werd vaak twee keer gespeeld per optreden, waaronder één als toegift. Het nummer werd voor het eerst live gespeeld tijdens een concert in augustus 1979 in de Howth Youth Club. 
Bono · The Edge · Adam Clayton · Larry Mullen jr.